# Nimandsudvalget
Nimandsudvalget, formelt Rigsdagens Samarbejdsudvalg, var et dansk parlamentarisk stående udvalg, der blev nedsat 2. juli 1940 af de partier, der indgik i Samlingsregeringen efter Tysklands besættelse af Danmark (Socialdemokratiet, Det Radikale Venstre, Det Konservative Folkeparti, Venstre og Retsforbundet). Udvalget bestod af to medlemmer fra hvert parti og et fra Retsforbundet. 
De fem partier udtalte i forbindelse med udvalgets oprettelse, at det bestod af de partier, der ønskede "den bestående forfatning bevaret som grundlag for det politiske liv" dvs. den eksisterende parlamentariske styreform videreført. Følgelig afviste de fem partier at give Nazistpartiet, Danmarks Kommunistiske Parti og Bondepartiet repræsentation i udvalget.

## Betydning
Udvalget kom til at spille en hovedrolle i dansk politik i krigsårene, idet den muliggjorde forhandlinger for lukkede døre uden medvirken af de ikke-demokratiske partier og besættelsesmagten. Det var umuligt at gennemføre i Rigsdagen, da møderne i Folketinget og Landstinget var åbne for offentligheden. 
Udvalget fungerede som koordinationsudvalg mellem de fem partier og som et kontroludvalg over for regeringen. Da de fem partier havde et stort flertal i både Folketinget og Landstinget, var det forventeligt, at en afgørelse i udvalget automatisk ville have flertal i Rigsdagen.
Under besættelsen var samarbejdspolitikken betegnelsen for det nationale sammenhold mellem de fem partier i samarbejdsregeringen. I 1920'erne og 1930'erne havde disse partier stået skarpt over for hinanden, og samarbejdspolitikken var et brud med de foregående 20 års politiske praksis, hvor særligt Venstre og Socialdemokratiet havde været de regeringsbærende partier.
I nutiden bruges samarbejdspolitikken som en betegnelse for forholdet mellem den danske regering og den tyske besættelsesmagt fra april 1940 til august 1943. I samtiden blev forholdet mellem de danske og tyske myndigheder kaldt for den henholdende forhandlingspolitik eller forhandlingspolitikken. Betegnelsen angav, at der ikke var tale om et frit samarbejde mellem ligeværdige parter.
Efter at regeringen var trådt tilbage i august 1943, blev udvalget udvidet med en tidligere minister fra hvert af de fire store partier og var dermed blevet til et trettenmandsudvalg.